# Burtnieki (pagast)
Pour l’article homonyme, voir Burtnieki (novads).
Burtnieki (letton : Burtnieku pagasts) est une entité administrative et territoriale du Rajons de Valmiera, en Lettonie.